# Thomas Havning
Thomas Laub Hansen Havning (født 4. september 1891 i Nyboder, København, død 20. februar 1976 i Viborg) var dansk arkitekt og kongelig bygningsinspektør. Havning var også grafiker og forfatter.

## Uddannelse og karriere
Han var søn af cand. polyt., søminemester, senere maskininspektør Holger Axel Hansen og Johanne Arngoth Haae Laub. Han blev student 1909 fra Borgerdydskolen i København, kom i murerlære 1911 og blev optaget på Kunstakademiet september 1909 og besøgte bygningsteknisk skole 1909-11, malerskolens forberedelsesklasse og bygningsskolen og fik afgang som arkitekt i maj 1917. Han vandt den lille guldmedalje 1921 (for et Krematorium). Undervejs var Havning medarbejder hos Poul Holsøe og Jesper Tvede 1912-14 og hos Hack Kampmann 1916-19.
I studietiden og senere foretog Havning rejser til Italien 1914, England 1919, Holland, Belgien og Frankrig 1921, Sverige 1922, Frankrig og Italien 1923 og Holland, Frankrig og Italien 1927. Disse blev finansieret af Zacharias Jacobsens Legat og af Akademiets stipendier.
Fra 1920 til 1963 var Havning rådgivende arkitekt for Undervisningsministeriet og fra 1944 til 1961 kongelig bygningsinspektør. Havning modtog C.F. Hansen Medaillen 1914 og Eckersberg Medaillen 1935 (for sit eget hus i Valby). Han modtog præmieringer fra Københavns Kommune 1921, 1935, 1944 og 1951.
Havning var også medlem af Censurkomiteen ved Charlottenborg 1920-23, 1927-36 og 1941, medlem af Akademisk Arkitektforenings bestyrelse 1918-23 og 1936-40 og dens næstformand 1937-40 og formand 1942-46. Han modtog foreningens æresmedalje 1961.
Han var medlem af bestyrelsen for Foreningen til Gamle Bygningers Bevaring fra 1937, af Akademiraadet fra 1940 til 1952 og af Boligtilsynsrådet fra 1940 til 1950, medlem af Vor Frelsers Sogns menighedsråd 1922-34, af Det Særlige Kirkesyn for kirker på Bornholm, samt for kirkerne i Ribe, Haderslev, Tønder og Løgumkloster, af bestyrelsen for Tersløsegaard (næstformand 1953, formand 1959-65) og medlem af Undervisningsministeriets arkitektuddannelseskommission. Han var ordfører for Danske Arkitekters Landsforbunds repræsentantskab 1954-61. Havning var Kommandør af Dannebrogordenen og Dannebrogsmand.

## Baggrund og stil
Thomas Havning voksede op i et miljø præget af solide højskole- og håndværkstraditioner. Hans morbroder var komponisten Thomas Laub, moderens svoger arkitekten Martin Nyrop, hans bror var gift med maleren Mary E. Havning, og Havnings broderdatter blev gift med arkitekten Henning Hansen. Holsøes og Tvedes tegnestue var også med til at forme Havnings egen stil, og samlet set gav disse påvirkninger ham en stærk fornemmelse for sammenhængen i dansk bygningskunst. Hans værker er præget af denne tradition, som han dog i sine bedste Bygninger behandler så frit, at det er lykkedes ham i dem at nå til en enkel, klar danskpræget funktionalisme i mursten. Dette udtryk er mest vellykket i hans eget hus (1934, Eckersberg Medaillen), i Lods- og karantænebygningen i Københavns Frihavn (1942-43, præmieret 1944) og i det tidligere Statens Blindeinstitut på Østerbro (1952, ombygget).
Mellem 1918 og 1933 deltog Havning i mange kirkekonkurrencer, begyndende med Sankt Lukas Kirke (1918, indkøbt), og vandt de fleste. Han tegnede Allehelgens Kirke (1. præmie 1922, opført 1924-25 og 1931-32), Lindevang Kirke (1925-26, 1929-30, sammen med Anton Frederiksen) og Sankt Markus Kirke i Aarhus (1. præmie 1933, opført 1934-35). Disse kirker er præget af en blanding af nybarokkens tendenser og Havnings særlige reception af 1700-tallets danske rokoko (Nicolai Eigtved) med den svage reliefvirkning, her omsat til sofistikerede murstensfacader med farveskift mellem gule/røde sten.
Hans mest kendte værk fra den senere, mere modernistiske periode er den tidligere bygning for Tobaksbeskatningen (i folkemunde kaldet Tjæreborg, 1962-67, sammen med Svenn Eske Kristensen), og selvom den kobberbeklædte modernistiske bygning er både elegant og tilpasset sine omgivelser, er den ukarakteristisk for Havnings produktion, hvor mursten altid er fremherskende.
Thomas Havning var en dygtig tegner, der i sine grafiske arbejder også knyttede an til dansk tradition (J.Th. Lundbye). Han har udført en del pennetegninger og akvareller, bl.a. som illustrationer til Kalender for Aaret 1941 (1940, Nordlundes Bogtrykkeri).

## Arkitekturhistoriker
Efter sin pensionering flyttede han til Viborg, hvor han boede i Den Hauchske Gård, som han købte i 1965 af arvingerne til arkitekten Søren Vig-Nielsen. Efter en omfattende ombygning og restaurering flyttede Havning ind i 1967. Han boede i bygningen til sin død i 1976. I disse år skrev han en del artikler om dansk arkitekturhistorie og især om Nicolai Eigtved, og denne interesse kulminerede med bogen I Eigtveds tjeneste, som han udgav 1974.
Havning blev gift 1. gang 23. november 1917 på Frederiksberg med Magdalene Sophie Zeuthen (12. februar 1890 i København – 15. december 1957 sammesteds), datter af professor, dr. phil. Hieronymus Georg Zeuthen og Sophie Christine Frederikke født Lawaetz. 2. gang ægtede han 22. marts 1960 i Viborg Domkirke Karen Marie Andersen (1. marts 1901 i Malling – 14. februar 1986), datter af ølhandler Jens Sørensen Andersen og Kristine Møller.
Han er begravet på Holmens Kirkegård.

## Udstillinger
- Kunstnernes Efterårsudstilling 1914, 1919
- Charlottenborg Forårsudstilling 1918-36, 1941 (11 gange med 6 værker)
- Charlottenborg Efterårsudstilling 1922
- Verdensudstillingen i Paris 1925
- Bygge- og Boligudstillingen i Forum 1929
- Stockholm 1942

## Værker
- Regulering af Bispetorvet ved Aarhus Domkirke (1918-21, sammen med Holger Mundt)
- Villa, Kirkevænget 15, Valby (1919-20, præmieret af Københavns Kommune 1921)[2]
- Villa, Mosehøjvej 4 A, Ordrup (1930-31, udvidet 1934 og 1942)
- Eget hus, Valby Langgade 7 A (1934, Eckersberg Medaillen)
- Allehelgens Kirke (1. præmie 1922, opført 1924-25 og 1931-32)
- Lindevang Kirke (1925-26, 1929-30, sammen med Anton Frederiksen)
- Sankt Markus Kirke i Aarhus (1. præmie 1933, opført 1934-35)
- A.C. Gaméls butik, Østergade 14, København (1931-32, nu ændret)
- Udvidelser af Christianshavns Gymnasium (1933-34, præmieret af Københavns Kommune 1935)
- Ministerialbygning ved Frederiksholms Kanal (1938-40)
- Bygning på Bombroen (1941)
- Lods- og karantænebygning, Københavns Frihavn (1942-43, præmieret af Københavns Kommune 1944)
- Rønne børneasyl, Damgade 5, Rønne (1946-48)
- Toldkammerbygning, Havnen 13, Nexø (1946-50)
- Ombygning af villa Skovbakken til P. Carl Petersens Kollegium, Skovshoved (1947-48)
- Ombygning af Emdrupborg (1947-52, senere udvidet af Havning med Emdrupborgkollegiet)
- Ombygning af herregården Kokkedal til drengehjem (1949-51)
- Statens Blindeinstitut, nu Heibergskolen, Randersgade 12, København (1952)
- Falkonergårdens Gymnasium, Sønderjyllands Allé 25, Frederiksberg (1955)
- Børnehjem i Tórshavn, Varda Gøta (1955)
- Behandlingshjemmet Bøgholt, Bøgeskov Høvej, Aarhus (1956)
- Statens Husholdningsråds bygning, nu Forbrugerstyrelsen, Amager Fælledvej 56 (1956)
- Virum Statsskole, Fuglsangvej 66 (1957)
- Verdenssundhedsorganisationens tidligere regionalkontor for Europa, Scherfigsvej 8, Østerbro, København (1957, senere udvidet 1972 og 1985)
- Bygning for Tobaksbeskatningen kaldet Tjæreborg, Slotsholmsgade 12, København (1962-67, sammen med Svenn Eske Kristensen)
- Skolehjemmet Egevang, Egebækvej 80, Nærum (1964, senere udvidet)
- Alderdomshjemmet Egebækhus for døve (del af Center for Døve), Egebækvej 159, Nærum (1967)
- Tilbygning til Helligåndshuset, Valkendorfsgade, København (1967)
- Træningsskolen for arbejdsledige (Kofoeds Skole) ved Kongelunden
- Hovedbygning på Langø
- Udvidelse af Rønne Statsskole, Rønne
- Præsteboliger i Fuglefjord, Klaksvig, Thorshavn og Ejde på Færøerne
- Dansk skole i Bredsted
- Børnehjem i Thorshavn
- Kollegium for døve, Nyborg
- Ombygning af børne- og ungdomsforsorgens bygninger, København
- Behandlingshjemmet Jens Holst ved Viborg
- Hjem og vaskeri for døve, Mørkhøj (sammen med Henry Kønig)

### Dekorative arbejder
- Gravminde for Martin Nyrop (1922, Gentofte Kirkegård)
- Mindesmærke for de faldne i 1. verdenskrig (1922, Sønderborg Gamle Kirkegård)
- Ditto i Kettinge og Oksbøl
- Mindetavle over Nicolai Eigtved, Frederiksgade, København (1954)

### Restaureringer
- Restaurering af Vartov, København (1950)
- Restaurering af Rundetårn, hvor det udvendige pudslag blev fjernet (1952)
- Restaurering af Amalienborgpalæerne
- Istandsættelse af Sønderborg, Ulkebøl, Kværs, Roerslev, Asperup, Neksø og Højer Kirker
- Restaurering af Viborg Domkirke
- Bispetorvets regulering, Aarhus (sammen med Holger Mundt)
- Restaurering af eget hus, Den Hauchske Gård, Sankt Mogens Gade 7 i Viborg (1967, anerkendelse fra Det Særlige Bygningssyn, fra Viborgfonden samt Fonden for Bygnings- og Landskabskultur)

### Projekter
- Sankt Lukas Kirke, Aarhus (1918, indkøbt)
- Aarhus Hovedbanegårds omgivelser (1920, 3. præmie sammen med Holger Mundt)
- Bebyggelse ved Torvet, Kongens Lyngby (1923, 2. præmie)
- Kommuneskole i Husum (1925, indkøbt)
- HK's alderdomshjem (1929, 2. præmie)
- Aarhus Rådhus (1937, 3. præmie)
- Gl. Kongens Bryghus (1941, 2. præmie)
- Københavns Amtsgård (1941, 2. præmie)
- Bebyggelsesplan for og nybygning til Herlufsholm (1945)
- Regulering af Slotsholmen (1946)
- Ordning af terrænet vest for Viborg Domkirke (1949)

### Tegninger
- Stillings Gård og Viborg Domkirke (tegning, Skovgaard Museet)

### Skriftlige arbejder
- "Kay Fisker og arkitektforeningen" i: Arkitekten, (1963), s. 59.
- "Høyen og Viborg Domkirke" i: Tilegnet Mogens Koch, 1968, s. 269-276.
- "Hvad er kultur" i: Arkitekten, (1969), s. 336-338
- "En tilføjelse" i: Arkitekten, (1970), s. 437-439 (om Operahuset i København).
- "Nicolai Eigtved" i: Arkitekten 1972, s. 290-291.
- "Hack Kampmann" i: Arkitekten (1973), s. 411-417.
- "Om Amalienborgs mål" i: Arkitekten, (1975), s. 232f.
- "Københavns Slot Christiansborg" i: Arkitekten, s. 237-242.
- I Eigtveds tjeneste: Nogle tanker om, hvordan arkitekten Nicolai Eigtved brugte sin tommestok, da han byggede Amalienborg, København: Arkitektens Forlag 1974. ISBN 87-7407-029-0